# Estadio Partizán
El estadio Partizán (en serbio: Stadion Partizana, serbio cirílico: Стадион Партизана) es un estadio de fútbol y atletismo de Belgrado (Serbia), propiedad de la Sociedad Deportiva Partizán, donde juega sus partidos como local el F. K. Partizán, de la Meridijan Superliga serbia. Llevó el nombre de estadio Jugoslovenska Narodna Armija durante mucho tiempo y era la sede del desfile del Día de la Juventud. Incluso hoy en día, la mayoría de los aficionados al fútbol de países de la antigua Yugoslavia lo llaman por su nombre antiguo. Los seguidores del Partizán, los Grobari, lo llaman "Fudbalski Hram" (Templo del Fútbol).

## Historia
Se inauguró oficialmente el 9 de octubre de 1949, con un encuentro internacional entre Yugoslavia y Francia. El estadio tenía una capacidad de 55.000 espectadores antes de que los nuevos reglamentos de seguridad de la UEFA se llevasen a efecto. Fue renovado en 1998, quedando con una capacidad de 32 887 espectadores (todos sentados). Hay 30 filas de asientos y 30 accesos de entrada y salida para los espectadores. Los stands tienen una altura de 21 metros y abarcan 236 m de longitud (norte-sur) y 150 m de ancho (este-oeste). Las medidas del estadio son 105 x 68 m, y está iluminado con 1.200 lux.
En su exterior se halla una placa en homenaje al exfutbolista del OFK Belgrado Božidar Petrović, Boško, que fue internacional con Yugoslavia y falleció participando como aviador voluntario en la guerra civil española.

## Nuevo estadio

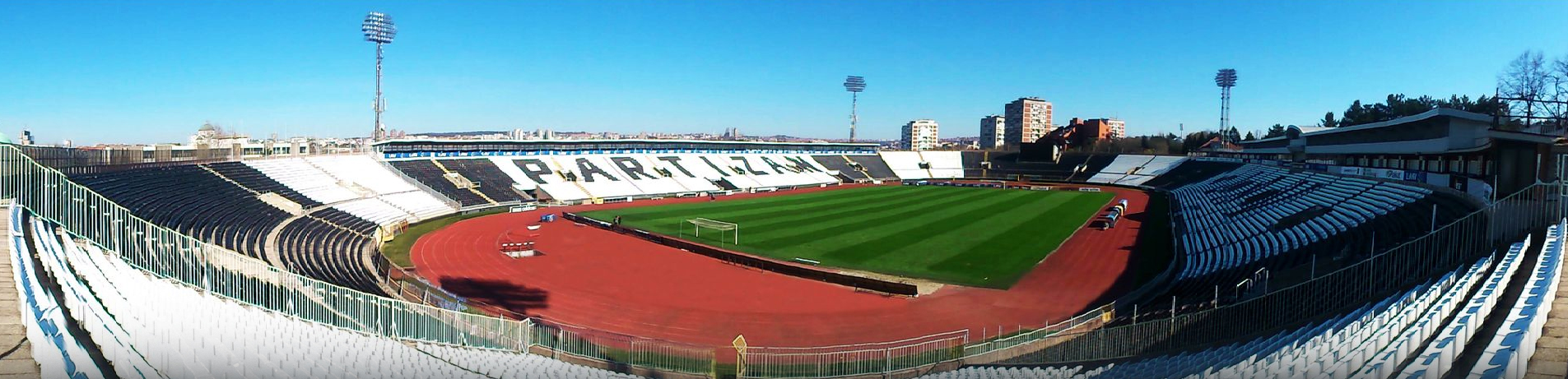
Imagen panorámica del estadio Partizán.

En 2005 se aprobó un proyecto para la demolición del Estadio Partizan y la edificación de uno nuevo en el mismo lugar. El nuevo estadio será levantado sobre una extensión de 12,5 hectáreas, con una capacidad de 36 000 espectadores y dispondrá de un hotel de 5 estrellas, un gran centro de negocios subterráneo, dos pisos de estacionamiento, multicines, y nueve pistas de tenis.

## Partidos Eurocopa de Fútbol de 1960
| 31 de mayo de 1959 | Yugoslavia            | 2:0 (1:0) | Bulgaria | Estadio Partizán, Belgrado                                       |                                                                  |
|                    | Galić 1' Jerković 87' |           |          | Asistencia: 23 418 espectadores Árbitro(s): Mihai Popa (Rumania) | Asistencia: 23 418 espectadores Árbitro(s): Mihai Popa (Rumania) |

| 22 de mayo de 1960                    | Yugoslavia                                          | 5:1 (1:1) | Portugal  | Estadio Partizán, Belgrado                                         |                                                                    |
|                                       | Šekularac 8' Kostić 45' Jerković 50', 88' Galić 79' |           | Cavem 29' | Asistencia: 43 000 espectadores Árbitro(s): Alfred Stoll (Austria) | Asistencia: 43 000 espectadores Árbitro(s): Alfred Stoll (Austria) |
| Yugoslavia ganó por 6-3 en el global. |                                                     |           |           |                                                                    |                                                                    |

## Partidos Eurocopa de Fútbol de 1964
| 19 de junio de 1963 | Yugoslavia | 0:0 | Suecia | Estadio Partizán, Belgrado                                        |  |
|                     |            |     |        | Asistencia: 45 098 espectadores Árbitro(s): Karl Kainer (Austria) |  |

## Partidos Eurocopa de Fútbol de 1968
| 24 de abril de 1968 | Yugoslavia                                                  | 5:1 (4:1) | Francia      | Estadio Partizán, Belgrado                                          |                                                                     |
| 16:30               | Petkovic 3' Musemic 13' Dzajic 15' Petkovic 32' Musemic 80' |           | Di Nallo 33' | Asistencia: 70 000 espectadores Árbitro(s): Paul Schiller (Austria) | Asistencia: 70 000 espectadores Árbitro(s): Paul Schiller (Austria) |

## Partidos Eurocopa de Fútbol de 1972
Partido de desempate (en terreno neutral)
| 17 de mayo de 1972 | Hungría              | 2:1 | Rumania   | Estadio Partizán, Belgrado                                          |                                                                     |
| 20:00              | Kocsis 27' Szöke 89' |     | Neagu 34' | Asistencia: 80 000 espectadores Árbitro(s): Christe Michas (Grecia) | Asistencia: 80 000 espectadores Árbitro(s): Christe Michas (Grecia) |